# 美國猶太人聯合救濟委員會
美國猶太人聯合救濟委員會（以下簡稱：聯合救濟委會會）（英文：American Jewish Joint Distribution Committee 簡稱：JDC），是一个總部設於美國紐約市，主要用於資助世界各國猶太人的慈善機構。

## 20世紀的歷史活動

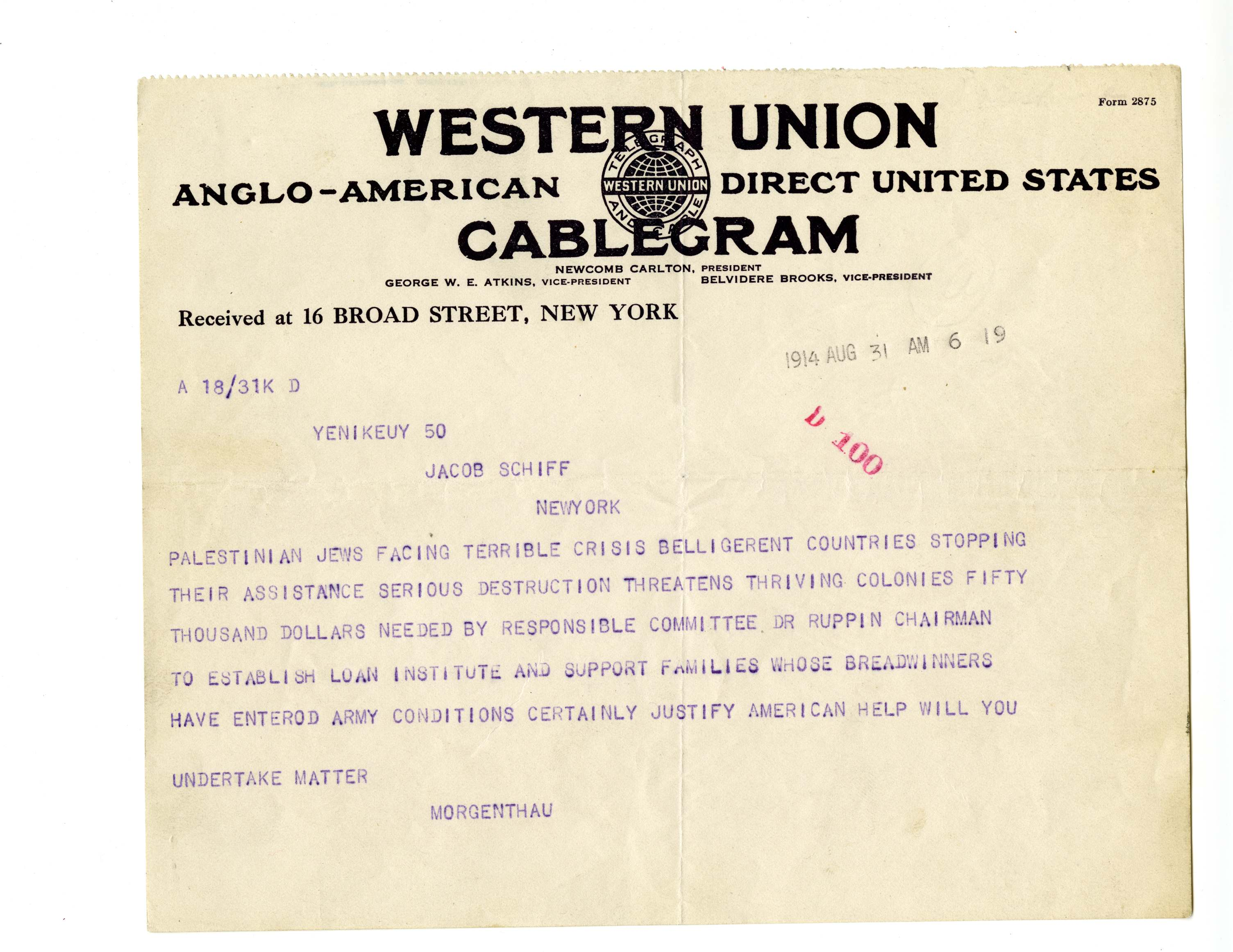
1914年8月31日亨利·摩根索的告急電報促成了聯合救濟委員會的成立。

### 一戰期間
美國猶太人聯合救濟委員會成立於1914年，最初的目的是向住在奥斯曼帝國統治下的巴勒斯坦的猶太人提供援助。1914年，大约有59,000名犹太人居住在奥斯曼帝国统治下的巴勒斯坦。其中许多新近来自欧洲的移民，其主要的经济来源来自於巴勒斯坦以外的地區，而第一次世界大战的爆发，使得这批移民因其资金来源渠道受阻，而因此陷于孤立的困境。他们向美国驻土耳其大使亨利·摩根索求助。摩根索对他亲眼目睹的苦难感到震惊。8月31日，摩根索向纽约的犹太慈善家雅各布·希夫发送了一条紧急电报，要求提供5万美元的援助，使巴勒斯坦的犹太人免于饥饿和死亡。请求汇款的部分电文如下：“巴勒斯坦犹太人面临可怕的危机，交战国停止了他们的援助，严重的毁灭威胁着兴旺的居民点，且需要五万美元。”
这一请求在美国引起了关注。在一个月内，通过三个宗教和世俗犹太组织的努力，筹集到50,000美元（相当于2000年的100万美元）。
第一次世界大戰使東歐陷入混亂，猶太人社區面臨嚴重的貧困、饑荒和反猶主義等威脅。俄國革命以及俄國内戰更使其火上澆油。因此要求聯合救濟委會進行人道主義介入的呼聲也與日俱增。

### 1920年代與蘇聯的農業合作（Agro-Joint）
十月革命後剛剛成立的蘇聯政府允許聯合救濟委員會與美國救援會 (American Relief Aid, ARA)合作，以幫助那些生活在飢荒中的人。這項工作從1921年持續到1923年，在這段期間，猶太人權中心與美國賑災協會動用了近400萬美元，為白俄羅斯和烏克蘭的200萬人提供了食物。但蘇聯政府要控制聯合救濟委員會與居住在蘇聯境内猶太人的來往，要求聯合救濟委員會同意與一個稱為猶太公共委員會 (Jewish Public Committee) 的組織合作，而該組織由布爾什維克控制。聯合救濟委員會同意這樣做，其目的是在布爾什維克的監督下，讓猶太人得到切實的幫助。
在1920年代初作爲援助項目，聯合救濟委員會從美國運送了86台拖拉機到烏克蘭，以改善烏克蘭猶太人的農業生活。聯合救濟委員會以此幫助重建猶太人的農業居住區，因爲這些猶太人居住的猶太村鎮很多都在戰爭中遭到了破壞，而這項計劃旨在恢復這些猶太村鎮的正常生活。由於共產黨領導沒收了猶太人賴以生存的企業，使猶太家庭陷入貧困。因此，聯合救濟委員會在1924年成立了美國猶太人聯合農業公司 (Agro-Joint)，由聯合救濟委員會委派的美國律師詹姆斯·羅森伯格監督運作。
在這期間，有一項創新是設立一個為猶太工匠和小企業主提供低息貸款的合作信貸機構設（kassas） ，從1924年到1938年，來自kassa貸款的資金幫助了整個東歐（包括蘇聯西部地區）農村和城鎮。在蘇聯政府的支持下，聯合救濟委員會推進了這一大膽的舉措，讓所謂的「非生產性」猶太人在烏克蘭、白俄羅斯和克里米亞的廣大農業聚居區成爲農民，並嘗試賦予蘇聯猶太人在克里米亞的自治權。為此，蘇聯成立了一個特別的公共組織「在土地上安置貧苦猶太人協會」（Society for Settling Toiling Jews on the Land，簡稱 OZET）；該組織從 1925年運作至1938年。蘇聯政府也成立了一個特別委員會，稱為“猶太勞工土地制度委員會”。其功能是為猶太人集體農場提供和分配土地，並與 OZET 共同合作。美國向蘇聯的猶人居住區提供最新的農業設備。它幫助了大約15萬猶太人和250個村落聚落。1920年代直至1930年代中期，這個計劃在猶太人定居區實行的較爲成功，伴隨其他行業的興起吸收了就業人數，而從事農業的猶太人也隨之降低。在這期間，美國猶太人聯合農業公司 (Agro-Joint)還幫助安置了來自德國的從事醫生行業的猶太難民。
但是隨著斯大林發動大清洗運動，蘇聯政府對外國組織的敵意與日俱增。為Agro-Joint工作的工人們很快成爲了蘇聯内務部的清洗目標。1937年7月25日，内務部發出了「關於逮捕涉嫌對蘇聯進行間諜活動的德國人」（On the Arrest of German Subjects Suspected of Espionage against the USSR）的第00439號行動命令（Operational Order No. 00439），規定逮捕加入蘇聯國籍的現任及前任德國公民。該年晚些時候，該命令擴大到包括其他被懷疑與德國合作或為德國充當間諜的人。Agro-Joint的工人以及Agro-Joint協助重新安置的醫生都成為了目標。許多協助Agro-Joint的人，包括其17名工作人員也被指控從事間諜及反革命活動而遭到逮捕並被處決。
1941年蘇德戰爭爆發之後，許多猶太定居點未能逃走的猶太人遭到了納粹軍隊的屠殺。

### 大蕭條時期
1929年10月29日的華爾街股市崩盤引發了美國的經濟大蕭條。不久之後，聯合救濟委員會也受到了大蕭條的影響，資金開始減少。由於資金來源減少，聯合救濟委員會將工作重點放在居住德國的猶太人身上。除了財政困難之外，納粹政權黨還對委員會的歐洲總部大肆掠奪，迫使聯合救濟委員會不得不將總部從柏林遷往巴黎。儘管美國經濟持續蕭條，但美國猶太人看到在歐洲的猶太同胞隨面臨的嚴重處境，爲了盡量幫助自己的同胞，在美國的猶太人還是一如既往地向聯合救濟委員會捐款。
。

### 二戰之前及期間
1933年希特勒政權上臺兩年之後，1935年9月德國通過了《紐倫堡法》，這個法律徹底剝奪了猶太人在德國的基本人權和生計。爲此，聯合救濟委員會的幫助支持對猶太人的生存至關重要。聯合救濟委員會透過當地的猶太人救援組織提供資金，資助醫療照護、學校、職業訓練等福利項目以及早期的移民工作。聯合救濟委員會的支援範圍擴展到被納粹德國兼併的奧地利和被佔領的捷克斯洛伐克的猶太人社區。隨著納粹政權對猶太人的迫害升級，使得聯合救濟委員會的移民援助成為當務之急。它為想要逃亡的猶太難民提供緊急援助，包括負擔差旅費旅和爭取前往避難國的入境簽證等。
1939年9月，二戰的爆發。使猶太難民尋求移民人數激增。自1933年至1939年底期間，聯合救濟委員會所支持的相關組織協助了11萬德國猶太人移民，單是在1939年協助移民人數就有3萬多人。

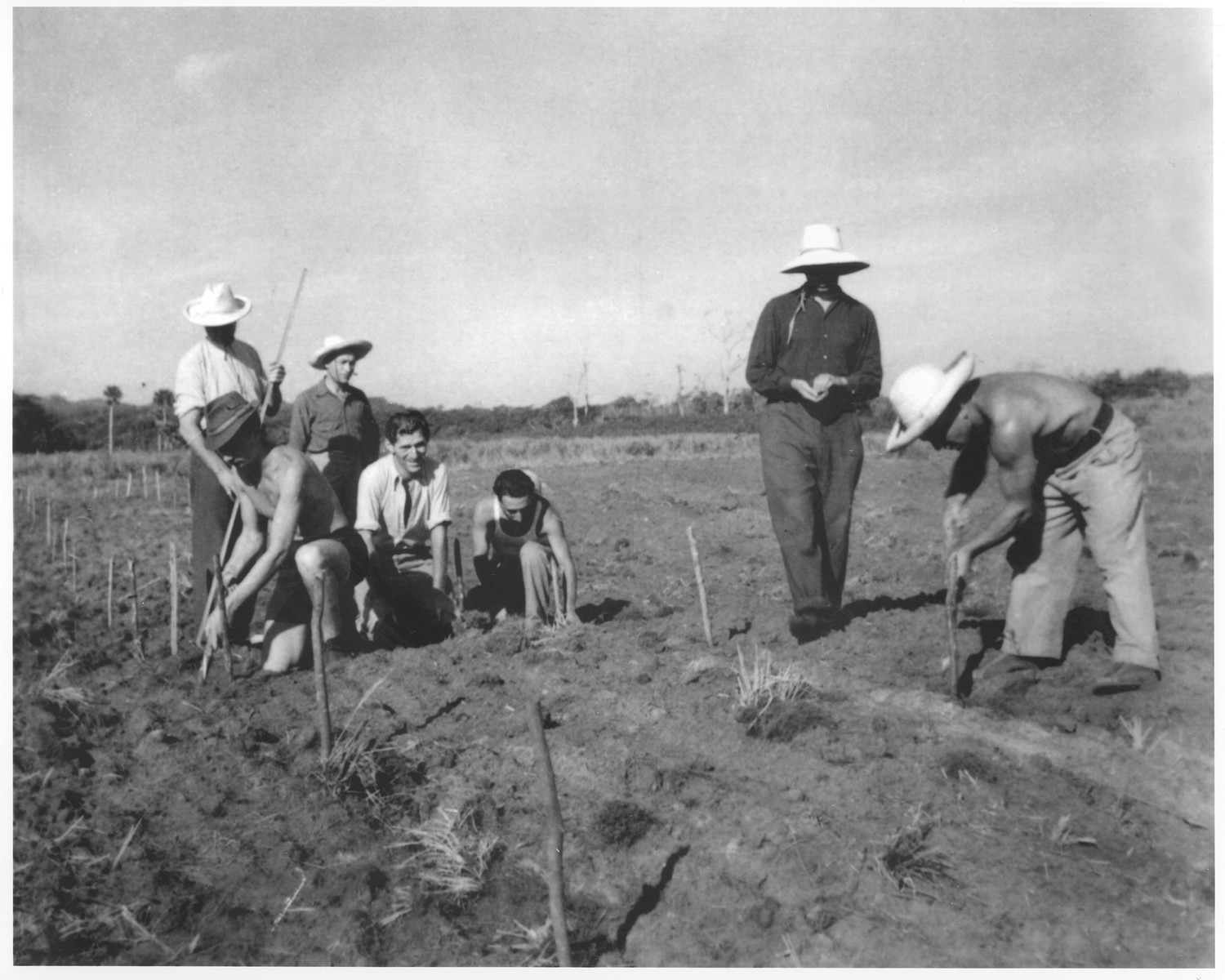
在多米尼加農場工作的猶太流亡難民

面對日益嚴重的德國猶太難民問題，為尋找解決方案，1938年7月，根據美國總統富蘭克林·羅斯福的建議，有關國家的代表出席了“埃維昂會議”。在這次會議上，多米尼加的拉斐爾·特鲁希略政府同意接收10萬名難民，這是與會國家中唯一願意提高移民限額的國家。爲此，聯合救濟委員會通過多米尼加共和國定居協會 (DORSA) ，將來自歐洲的猶太難民安置到多米尼加共和國索蘇阿的農業區。1940年5月11日，第一批難民抵達索蘇阿灣佔地26,000英畝的定居點。到1941年1月，已有300名難民移民到該定居點定居。
到1940年，聯合救濟委員會仍能幫助40多個國家的過境難民。並為數以千計在波蘭的猶太難民開設庇護所和發放食物，在1940年幫助了約60萬人。它還資助醫院、托兒中心以及教育和文化計畫甚至逾越節的用品。它除了救助難民的生命之外，同時嘗試在美國、巴勒斯坦和拉丁美洲為他們爭取永久庇護。
1941年12月珍珠港事件後美國參戰，聯合救濟委員會不得不大幅調整工作。由於不再允許猶太人在敵國合法活動，聯合救濟委員會代表利用各種國際關係，爲了繼續向生活在納粹控制地區的猶太人提供援助，戰時總部設在中立國葡萄牙里斯本。遷至到里斯本的聯合救濟委員會，通過租用船舶成功地就出了將數以千計的難民。其中一些難民逃到中國上海。在上海，聯合救濟委員會贊助了一項為15,000名來自中歐和東歐的難民而設的救援計劃。在歐洲，聯合救濟委員會撥款資助了7,000名躲藏的猶太兒童。其中它與兒童援助慈善機構（OSE）合作以拯救兒童，有1000多名兒童轉移到瑞士和西班牙。其他兒童在聯合救濟委員會的組織協助下最終逃到了美國。許多逃亡到美國的兒童沒有父母陪伴，因此他們被稱爲“千名兒童”。

#### 營救“聖路易斯號”旅客
1939年5月13日，德國漢堡-美洲航運公司的郵船“聖路易斯號”搭載937名猶太難民從德國漢堡港出發前往古巴哈瓦那。本來持有古巴移民局簽發落地簽證的這些旅客，到了哈瓦那之後，卻因古巴政壇的動蕩，這些旅客的簽證被宣佈無效而無法上岸。這個消息傳到歐洲和美國後，一位在聯合救濟委員會工作的律師勞倫斯‧貝倫森（Lawrence Berenson）決定代表被拒入境的乘客出面與古巴政府交涉，他曾與古巴總統費德里科·拉雷多·布魯會晤協商解決辦法，但是談判無果而終。“聖路易斯號”在得知臨近的美國和加拿大兩國也拒絕難民入境之後，不得不返回歐洲。於是，聯合救濟委員會的莫里斯·特洛普又奔走歐洲各國，呼籲歐洲國家的政府接收船上的難民。由於聯合救濟委員會的努力，288名乘客被英國接收，181名被荷蘭接收，214名被比利時接收，224名被法國接收。當納粹攻佔荷蘭、比利時、盧森堡和法國時，這些國家所收容的猶太難民大都被送進集中營，有254人在大屠殺中遇害。由於聯合救濟委員會的積極努力，聖路易斯號上的大部分猶太乘客被救。

#### 大屠殺期間
在納粹實行的種族滅絕的大屠殺期間，聯合救濟委員會是幫助猶太人從歐洲移民和營救納粹控制區的猶太人的主要贊助者。二戰爆發以來直到1944年，聯合救濟委員會使81,000多名猶太人移居到納粹佔領的歐洲以外的地區。聯合救濟委員會還走私援助品給勞改營裡的猶太囚犯，並協助資助波蘭猶太地下組織籌備1943年“華沙猶太區起義”。此外，聯合救濟委員會也是讓美國猶太領袖瞭解大屠殺資訊的主要渠道。
- 《1940-1941年度協助各國難民數字報告》（Aiding Jews Overseas）
- 《1941-1942年度協助各國難民數字報告》（Aiding Jews Overseas）

### 二戰之後
1945年5月，二戰結束。但幸存下來的歐洲猶太人面臨著飢餓和疾病的威脅。爲此，聯合救濟委員會調動資源，制定了大規模的采購和運輸計劃，將大批的食品、藥物、衣服和其他補給品從美國運送到歐洲的猶太人幸存者手中。1945年底，75,000名大屠殺幸存者擁擠在德國、奧地利和意大利匆忙修建起來的“歐洲戰後臨時收容所”，當時的條件極爲惡劣。賓夕法尼亞大學法學院院長厄爾·哈里森邀請聯合救濟委員會的歐洲總監約瑟夫·施瓦茨（Joseph Schwartz）陪同他正式巡視這些集中營。在視察收容所之後，厄爾·哈里森提出了一份報告，要求設立一個獨立的猶太人收容區，並由新成立的聯合國的善後救濟署在聯合救濟委員會的協助下參與管理。作爲對此的回應，約瑟夫·施瓦茨幾乎重新改建了聯合救濟委員會，成立了一個涵蓋歐洲以及北非的實地組織，並設計了更具積極意義的營運策略。
聯合救濟委員會的資金主要用於在猶太人收容區内恢復正常生活，提供新的醫療設施、學校、猶太教堂和文化活動。在接下來的兩年裡，來自中歐和東歐各地的難民大量湧入，使得猶太人收容區内的猶太人增加了三倍以上。他們的人數大都是波蘭猶太人，這些猶太人在戰時從蘇聯的避難所返回波蘭，但因為波蘭存在著“二次反猶主義”以及擔心“戰後反猶暴力”，因此這些猶太難民又從東方逃亡到西方。
在戰後初期，聯合救濟委員會也與專注於猶太文化財產（其中大部分為無嗣財產）的組織密切合作，例如“猶太文化重建公司”、“猶太復原繼承組織”。
與此同時，聯合救濟委員會也幫助數以萬計留在東歐的猶太人，以及數以千計住在西方收容區的猶太人進行重建。1946年，估計匈牙利有12萬猶太人、波蘭有65,000猶太人、羅馬尼亞的38萬猶太人中有一半以上依靠委員會提供食物和其他基本需求。到1947年，聯合救濟委員會在整個歐洲大陸援助了380個醫療設施，約137,000名猶太兒童接受了其援助。
當蘇聯與西方開始了冷戰之後，聯合救濟委員會設立在東歐各國的機構分別於1949年被羅馬尼亞、波蘭和保加利亞驅逐，1950年被捷克斯洛伐克驅逐、1953年被匈牙利驅逐。

#### 以色列建國前後
1947年，聯合救濟委員會的工作重點開始轉到了為以色列建國而做準備，巴勒斯坦當時尚處於英國托管之下，雖然英國對猶太人移民巴勒斯坦實行嚴格限制，但依然有大量猶太難民偷渡到巴勒斯坦。“移民巴勒斯坦”和“貝利查運動”這兩個組織負責猶太難民的偷渡航行，聯合救濟委員會爲其提供財政和其他方面的支持，當英國開始將非法偷渡的猶太移民關押在塞浦路斯的拘留營時，聯合救濟委員會為被拘留者提供了醫療和其他方面的幫助。除此之外、聯合救濟委員會也為已經抵達到巴利斯坦的猶太難民提供生活資助及農業和其他方面的職業培訓。
《聯合國大會第181號決議》通過之後不久，爆發了第一次中東戰爭。北非和中東地區阿拉伯民族主義急劇高漲，亞丁、摩洛哥和的黎波里各地發生了反猶浪潮。爲此，聯合救濟委員會協助組織將這些地區的猶太人儘快轉移到以色列。幾年之內，幾乎整個利比亞的猶太人（31,000 人）都移民到了以色列。1948年6月，聯合救濟委員會和以色列政府還組織了“魔毯行動”，將5萬名也門猶太人空運到了以色列。這期間總共有超過30萬猶太人離開北非前往以色列。還有數以千計的伊拉克和庫爾德猶太人以同樣方式由聯合救濟委員會資助的“以斯拉和尼希米行動”被送到了以色列。急速湧入的大量人口，給以色列這個國土狹小、資源匱乏的新生國家帶來巨大的壓力。在新來的移民中，有10萬人是從歐洲過來的集中營幸存者，且大都老弱病殘，在這些人們當中流行著猖獗的肺結核傳染病。1949年底，以色列政府邀請聯合救濟委員會與以色列猶太事務局共同應對這些挑戰。爲此，成立了一個被稱爲“MALBEN”（希伯來語維基百科：“מלב"ן”）的組織，希伯來語 「照顧殘障移民組織 」的縮寫。之後的幾年裡，“MALBEN”迅速將以前的英國軍營和任何其他可用的建築改建為數百間醫院、老人院、肺結核療養院以及康復中心等。“MALBEN”還資助護士和康復工作者的培訓。
到1951年，聯合救濟委員會承擔了“MALBEN”的全部責任。它的許多康復方案為弱勢群體提供了新的機會，使他們能夠為走向新國家的社會假設。隨著以色列的國家穩定，政府財政壓力減少之後，使聯合救濟委員會有了更多的為未來進行規劃的空間。
聯合救濟委員會在以色列的社會公益活動一直持續到20世紀60年代，它成立了以色列第一個兒童發展與評估中心，對殘障兒童進行早期發現和完善治療，它的成果取得了成功並推廣到以色列全國。1969年，委員會和以色列政府成立了“ESHEL”（老年人服務規劃與發展協會），為老年人提供服務並在以色列形成了區域和全國網絡。“ESHEL”至今依然活躍，在改善以色列老年人生活品質方面功不可沒。
到了1975年底，聯合救濟委員會已將其“MALBEN”設施以及所有的相關服務移交給以色列政府。

#### 其他海外地區
在印度，班尼以色列是當地猶太人後裔的社群，聯合救濟委員會在1960年代將資金用於當地學校的重建，並包括對食品計畫和提升產業提供支援。它也為當地教師和學生領袖到以色列學習提供經費。在二戰期間，逃離納粹迫害的猶太人在聯合救濟委員會的幫助下，來到拉丁美洲定居，1980年代末聯合救濟委員會在當地創立了“Leatid”組織，這是一項訓練當地非專業猶太人和專業猶太人領袖的資助項目，以確保當地猶太社區能夠生活自立。

### 冷戰後
蘇聯解體前夕的1989年，蘇聯領導人戈爾巴喬夫正式邀請聯合救濟委員會重返蘇聯。由於1930年代斯大林實行的大清洗運動，聯合救濟委員會機構遭到驅逐。50年的與世隔絕，當地的老年猶太社區一貧如洗，爲此，為向這些猶太社區提供幫助成爲了聯合救濟委員會的工作重點。爲此，委員會在當地建立了一個稱爲“赫斯德”的組織。這個組織建立之後，加入這個福利組織的老年成員不斷增加，高峰時成員達到25萬人。蘇聯解體後的今天，“赫斯德”依舊為前蘇聯地區的大約168,000多貧窮猶太老人提供服務（聯合救濟委員會2008年12月報告）。
除此之外，聯合救濟委員會還積極援助世界其他地區逃離飢荒、暴力的猶太難民。1991年5月24日-25日的“所羅門行動”中，聯合救濟委員會協助將14,000名貝塔猶太人從亞的斯亞貝巴空運到以色列。在波黑戰爭期間，聯合救濟委員會向戰火紛飛的薩拉熱窩派出了11輛救援車隊，將包括塞爾維亞人、克羅地亞人、穆斯林以及猶太人在内的2300名難民轉移到安全地區，并幫助因塞爾維亞受到經濟制裁而陷於困境的貝爾格萊德猶太人社區。

## 21世紀前後
在20世紀的將近100年歷史中，除了以色列和中東地區之外，聯合救濟委員會曾經或多或少曾地在其他85個國家展過過活動。截至2009年初，聯合救濟委員會在71個國家開展項目，包括阿根廷、克羅地亞、埃塞俄比亞、波蘭、摩洛哥、古巴和前蘇聯地區。

### 對非猶太人的幫助
作爲一個劃時代的里程碑，1986年聯合救濟委員會在其國際發展計畫下正式為非猶太人提供幫助和服務。自1914年聯合救濟委員會成立以來，雖然也為處於艱難狀態中的非猶太人提供幫助，但是側重點放在猶太人方面。而新計劃的設立是爲了確保由猶太人代表的美國和其他外國相關機構的前提之下，為全球的自然災害和人爲災害做出統一應對。從那時起，聯合救濟委員會協助了成千上萬盧旺達内戰、科索沃戰爭的難民，“1999年土耳其大地震”和“2004年南亞大海嘯”發生之後，聯合救濟委員會提供了緊急災難救援並協助當地基礎建設的恢復工作。

### JDC Entwine
“JDC Entwine”（英文意思：聯合救濟委員會外圍組織）是2007年建立的旨在培養年輕人領導力的平台，目標是賦予年輕猶太人領袖權力，以繼承和發揚聯合救濟委員會的作用功能。“JDC Entwine”透過每年一系列的海外深度體驗旅行吸引猶太年輕專業人士和大學生參與多週服務團以及為期一年的猶太服務社團 (JSC)。

## 延伸阅读
- Yehuda Bauer. My Brother's Keeper: A History of the American Jewish Joint Distribution Committee, 1929-1939. Philadelphia: Jewish Publication Society of America, 1974. ISBN 978-0-827-60048-5 OCLC 2696218
- Yehuda Bauer. American Jewry and the Holocaust: The American Jewish Joint Distribution Committee, 1939-1945. Jerusalem: The Institute of Contemporary Jewry, Hebrew University, 1981. ISBN 978-0-814-31672-6 OCLC 6916401
- Shachtman, Tom. I Seek My Brethren Ralph Goldman and "The Joint": The Work of the American Jewish Joint Distribution Committee. New York: Newmarket Press, 2001. ISBN 978-1-557-04495-2 OCLC 47973321
- Goldman, Ari L., and Joseph Telushkin. In Every Generation: The JDC Haggadah, from the Archives of "The Joint," the American Jewish Joint Distribution Committee : Hagadah shel Pesaḥ. New York: Devora, 2010. ISBN 978-1-934-44056-8 OCLC 643123679